# RNA viry
RNA viry jsou viry, které ve své částici (virionu) obsahují ribonukleovou kyselinu (RNA). Dělí se na viry s dvojšroubovicí RNA, jednovláknové +RNA viry (jejich RNA má „sense“ charakter, takže může hned začít translaci) a jednovláknové -RNA viry (jejich RNA má „antisense“ charakter, takže musí být nejprve přeložena do mRNA). Viry nesoucí RNA, které ji ale zpětně přepisují do DNA, se většinou vyčleňují do vlastní kategorie retrovirů (např. HIV).
RNA plní v těchto virech dvojí funkci:
- slouží jako předloha pro přepis do další molekuly RNA (vytvoření nového viru)
- pomocí ní je v procesu translace vytvářen cílový protein

Podle přítomnosti dodatečných lipidových a bílkovinných obalů se stejně jako DNA viry dělí na
- neobalené viry – např. pikornaviry (viry dětské obrny, virus slintavky a kulhavky aj.)
- obalené viry – např. ortomyxoviry (viry chřipky)

V hostitelské buňce se normálně nevyskytuje RNA dependentní RNA polymeráza, takže si jej musí virové částice kódovat (+RNA viry) či přímo přinést s sebou (-RNA).
Mezinárodní výbor pro taxonomii virů (ICTV) vytvořil v r. 2018 pro RNA viry (včetně RNA viroidů) speciální vyšší taxon úrovně realm s názvem Riboviria.

## Systém
Současný obsah realmu Riboviria tvoří následující říše, kmeny, třídy a řády:
- Říše: Orthornavirae
  - Kmen: Duplornaviricota
    - Třída: Chrymotiviricetes
      - Řád: Ghabrivirales

    - Třída: Resentoviricetes
      - Řád: Reovirales

    - Třída: Vidaverviricetes
      - Řád: Mindivirales

  - Kmen: Kitrinoviricota
    - Třída: Alsuviricetes
      - Řád: Hepelivirales
      - Řád: Martellivirales
      - Řád: Tymovirales

    - Třída: Flasuviricetes
      - Řád: Amarillovirales

    - Třída: Magsaviricetes
      - Řád: Nodamuvirales

    - Třída: Tolucaviricetes
      - Řád: Tolivirales

  - Kmen: Lenarviricota
    - Třída: Allassoviricetes
      - Řád: Levivirales

    - Třída: Amabiliviricetes
      - Řád: Wolframvirales

    - Třída: Howeltoviricetes
      - Řád: Cryppavirales

    - Třída: Miaviricetes
      - Řád: Ourlivirales

  - Kmen: Negarnaviricota
    - Podkmen: Haploviricotina
      - Třída: Chunqiuviricetes
        - Řád: Muvirales

      - Třída: Milneviricetes
        - Řád: Serpentovirales

      - Třída: Monjiviricetes
        - Řád: Jingchuvirales
        - Řád: Mononegavirales

      - Třída: Yunchangviricetes
        - Řád: Goujianvirales

    - Podkmen: Polyploviricotina
      - Třída: Ellioviricetes
        - Řád: Bunyavirales

      - Třída: Insthoviricetes
        - Řád: Articulavirales

  - Kmen: Pisuviricota
    - Třída: Duplopiviricetes
      - Řád: Durnavirales

    - Třída: Pisoniviricetes
      - Řád: Nidovirales
      - Řád: Picornavirales
      - Řád: Sobelivirales

    - Třída: Stelpaviricetes
      - Řád: Patatavirales
      - Řád: Stellavirales
- Říše: Pararnavirae
  - Kmen: Artverviricota
    - Třída: Revtraviricetes
      - Řád: Blubervirales
      - Řád: Ortervirales

## Představitelé RNA virů
RNA virů existuje velké množství. Jejich typickými představiteli jsou:
- virus chřipky
- virus klíšťové encefalitidy
- virus dětské obrny
- virus hepatitidy A, C, D a E (naproti tomu virus hepatitidy B je DNA retrovirus)
- virus tabákové mozaiky
- virus slintavky a kulhavky
- hantavirus
- koronavirus (způsobující mj. SARS)
- Virus Newcastleské nemoci